# Franz Anton Thüsing
Franz Anton Thüsing (* 23. April 1782 auf Gut Brenschede (bei Sundern); † 18. Mai 1832 ebenda) war Gutsbesitzer, Beamter und erster Landrat des Kreises Arnsberg.

## Leben und Wirken
Thüsing stammte aus einer Gutsbesitzerfamilie. Der Vater ebenfalls mit Namen Franz Anton war außerdem Jurist und Privatgelehrter. Sein Sohn studierte 1802/03 vor allem Rechtswissenschaften in Würzburg und Göttingen. Nach Abschluss des Studiums wurde er 1805 Hofgerichtsadvocat in Arnsberg, später Justitiar in Meschede und Patrimonialrichter in Lenhausen. 1813 baute Thüsing in Brenschede das Klostergut als Ersatz für den bisher von der Familie genutzten Schultenhof.
Im Jahr 1814 wurde Thüsing zum großherzoglich hessischen Bergrichter und Bergamtsdirektor im Herzogtum Westfalen ernannt. Nach dem Übergang des Herzogtums an Preußen wurde Thüsing am 8. Mai 1817 zum ersten Landrat des neuen Kreises Arnsberg ernannt. Thüsing ist unter anderem die Rettung des Hirschberger Tores zu verdanken. Er war 1826 bis 1832 Mitglied im Provinziallandtag der Provinz Westfalen.
Verheiratet war Thüsing mit Maria Helene Ernestina Lintener aus Arnsberg. Aus der Ehe gingen mindestens zwei Kinder hervor. Thüsing starb 1832 auf seinem Gut nach einem Sturz vom Pferd.